# Sân bay Bạch Liên Liễu Châu

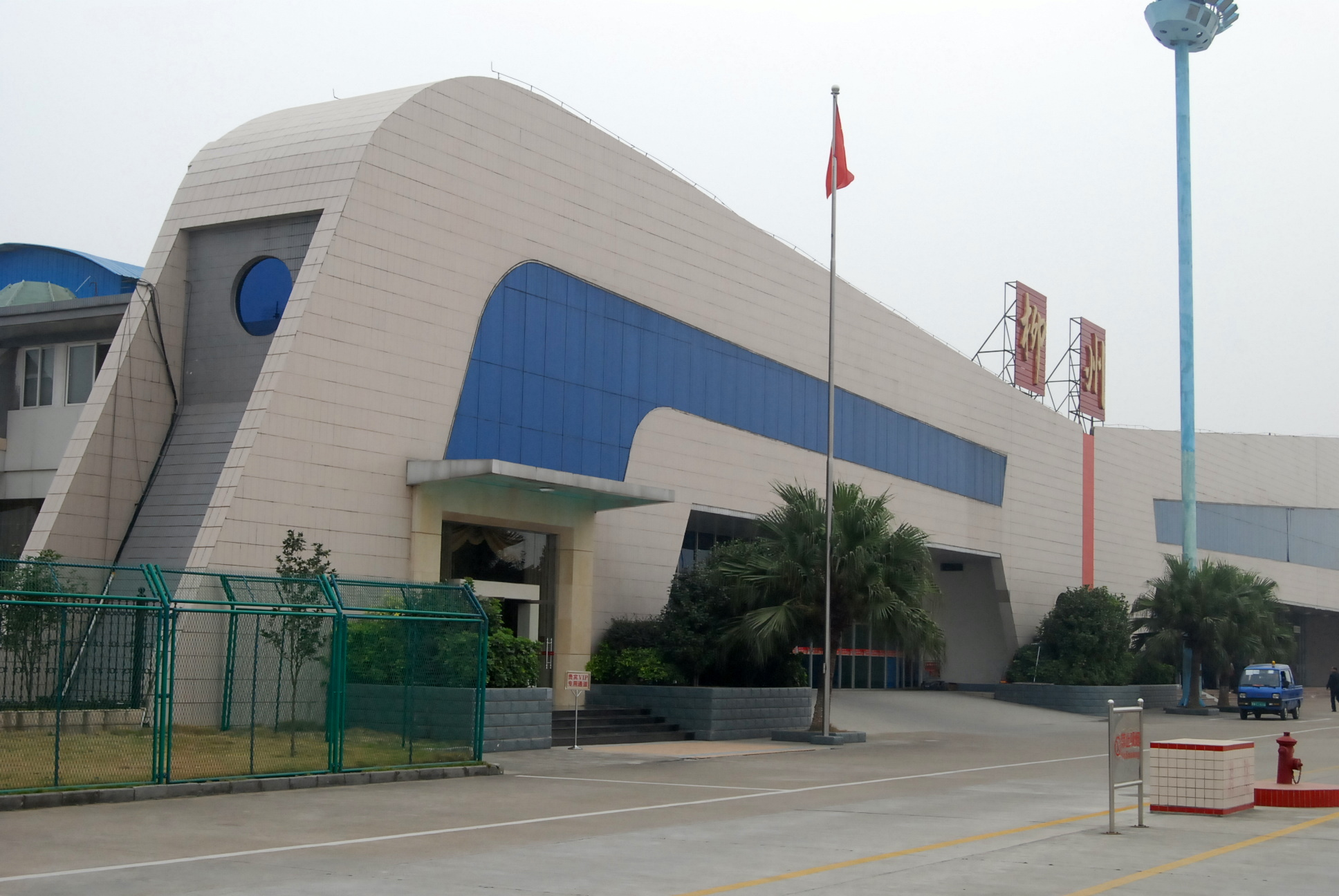
Sân bay Bạch Liên Liễu Châu

Sân bay Bạch Liên Liễu Châu là một sân bay ở Liễu Châu, Quảng Tây, Cộng hòa Nhân dân Trung Hoa (IATA: LZH, ICAO: ZGZH).

## Các hãng hàng không và các tuyến điểm
| Hãng hàng không         | Các điểm đến                            |
| ----------------------- | --------------------------------------- |
| China Eastern Airlines  | Thượng Hải-Hồng Kiều                    |
| China Southern Airlines | Bắc Kinh - Thủ đô, Quảng Châu, Hải Khẩu |
| United Eagle Airlines   | Thành Đô, Thâm Quyến                    |
| Xiamen Airlines         | Côn Minh, Hạ Môn                        |